# 中国民主促进会湖北省委员会
中国民主促进会湖北省委员会，简称民进湖北省委、湖北民进，是中国民主促进会在湖北省的地方组织。